# Nikon KeyMission 360
Nikon KeyMission 360 - экшен-камера компании Nikon с функцией сферической съёмки (360х360 градусов).

## Защищенность
- Защита от пыли IP6x
- Защита от воды IPx8
- Защита от падения с высоты 2 метра
- Рабочая температура от –10 °C до +40 °C (при использовании на суше), от 0 °C до 40 °C (при использовании под водой)

## Награды
- IF DESIGN AWARD 2017[1]